# Ware (condado de Hampshire)
Ware es un lugar designado por el censo ubicado en el condado de Hampshire en el estado estadounidense de Massachusetts. En el Censo de 2010 tenía una población de 6.170 habitantes y una densidad poblacional de 377,06 personas por km².

## Geografía
Ware se encuentra ubicado en las coordenadas 42°15′16″N 72°14′40″O / 42.25444, -72.24444. Según la Oficina del Censo de los Estados Unidos, Ware tiene una superficie total de 16.36 km², de la cual 16.01 km² corresponden a tierra firme y (2.15%) 0.35 km² es agua.

## Demografía
Según el censo de 2010, había 6.170 personas residiendo en Ware. La densidad de población era de 377,06 hab./km². De los 6.170 habitantes, Ware estaba compuesto por el 92.93% blancos, el 1.3% eran afroamericanos, el 0.41% eran amerindios, el 0.63% eran asiáticos, el 0% eran isleños del Pacífico, el 1.85% eran de otras razas y el 2.88% pertenecían a dos o más razas. Del total de la población el 5.27% eran hispanos o latinos de cualquier raza.